# UpRadio
 (novembre 2019).
Si vous disposez d'ouvrages ou d'articles de référence ou si vous connaissez des sites web de qualité traitant du thème abordé ici, merci de compléter l'article en donnant les références utiles à sa vérifiabilité et en les liant à la section « Notes et références ».
UpRadio est la radio provinciale du triangle Jodoigne-Gembloux-Éghezée. Elle fut créée en 1981 sous le nom de Radio Coquelicot. Par la suite, la radio changera plusieurs fois de nom pour devenir RLC, puis Must FM Hesbaye à partir du 16 avril 1993. Petit à petit, le réseau Must FM s'est agrandi jusqu'à couvrir la Province de Luxembourg et la Province de Namur.
À la suite du plan de fréquence lancé en 2008, Must FM Hesbaye et le réseau Must FM se sont séparés, la radio perwézienne devenant alors UpRadio, le 21 mars 2010. Depuis lors, UpRadio émet depuis Perwez et a obtenu une deuxième fréquence pour couvrir Jodoigne et ses alentours.

## Programme
Aujourd'hui, UpRadio propose un programme essentiellement pop/rock avec quelques touches d'électro, et axe principalement sa ligne éditoriale sur la région en proposant un véritable flash d'info régional dix fois par jour, en semaine en plus des infos nationales. Un agenda "L'info près de chez vous" est également proposé en journée ainsi que la météo locale d'André Étienne, avec une dizaine de bulletins météo actualisés au cours de la journée.
En plus de sa ligne éditoriale centrée sur la région, UpRadio propose une grande variété d'émissions thématiques axées rock et blues (Midnight Runner), jazz (le Jazz Club), vintage (Up Vintage, Génération Vinyle, Génération CD), nouvelle scène belge (Up Tempo) et même clubbing (Clubnight).
La station a également comme habitude de proposer des heures sans aucune publicité.

## Ancrage régional
UpRadio est partenaire d'un grand nombre de commerces et d'associations de la région dans laquelle elle émet ses programmes, on retrouve sur l'antenne diverses formes de collaborations allant du classique (spot pub), au plus original (l'émission Le Club réunit des chroniqueurs qui sont tous des acteurs économiques et/ou culturels de la région).
Les équipes de la station se déplacent également de façon fréquente sur le terrain afin de couvrir des évènements divers et variés (manifestations sportives, culturelles, porte ouvertes d'écoles,...).

## Equipe
Une vingtaine d'animateurs et chroniqueurs bénévoles composent l'équipe d'UpRadio. Issus d'horizons différents, ils donnent à la station une image sérieuse et dynamique qui cependant ne ferme jamais ses portes aux nouveaux animateurs.
La grille des programmes actuelle est une suite logique de celle mise en place lors de la rentrée 2013 par Charles Tavolieri et Ulysse Rubens ; elle est retravaillée environ deux fois par saison. Fabien Roch et Stéphane De Bluts complètent la gestion d'antenne, s'occupant respectivement de l'habillage sonore et de la programmation musicale.

## Zones de diffusion
La modulation de fréquence permet à UpRadio d'être entendue dans le Brabant wallon, au niveau des communes suivantes :
- Éghezée
- Gembloux
- Grez-Doiceau
- Incourt
- Jodoigne
- Perwez
- Ramillies
- Sombreffe
- Walhain